# Meritxell (Canillo)
Meritxell es un pueblo de Andorra, ubicado en la parroquia de Canillo, en el norte del país, cerca de la frontera con Francia. Nuestra Señora de Meritxell es la santa patrona de Andorra.
En el pueblo se encuentra la Basílica de Nuestra Señora de Meritxell, que reemplaza el santuario original de estilo románico quemado en un incendio en 1972. Alberga una réplica de la talla románica de la Virgen que también fue destruida en el incendio.